# 사마즈
사마즈(일본어: さまぁ～ず, 영어: SUMMERS)는 오오타케 카즈키와 미무라 마사카즈로 구성된 일본의 개그 콤비로 호리프로 소속이다.

## 멤버
- 오오타케 카즈키（大竹一樹）
  - 1967년 12월 8일생
  - 도쿄도 스미다 구 출신
  - 주로 보케(때로는 츳코미) 담당, 네타의 초안을 구성한다.

- 미무라 마사카즈（三村マサカズ）
  - 1967년 6월 8일생
  - 도쿄도 스미다 구 출신
  - 주로 츳코미(때로는 보케) 담당

## 약력

### 데뷔 전
오오타케와 미무라는 둘 다 도카이대학부속 다카나와다이고등학교 공업과(東海大学高輪台高等学校工業科)에 입학했다. 2학년 때 같은 반이 되면서 친해졌다.

### 바카루디 시대
1989년 4월, 호리프로의 오와라이 라이브에 출연하면서 오와라이 콤비 “바카루디(バカルディ)로서 활동 시작. ”바카루디“라는 이름은 네타를 구성하고 있을 때 입고 있던 티셔츠에 적힌 문자에서 취했다. (술 이름이다.) 일본어로 ‘바보(バカ)’라는 단어가 들어가 있기도 하다. 동기로는 다구치 히로마사, 고우라 카즈마사(現 이모아라이자카카카리쵸) 두 사람의 개그콤비였던 ‘텐션’ 등이 있다.
1990년 전반, 텔레비전아사히의 “더 텔레비전엔게”의 심사원이었던 야마후지 쇼지의 지지를 얻어, 관동의 기대주 와카테 개그맨으로서 텔레비전, 라디오 등에서 활약했다. 같은 시기에 인기를 얻은 혼쟈마카와 함께, 인기 스모선수 형제였던 와카노하나·다카노하나(若乃花·貴乃花)에 비유되어 “개그계의 와카와 다카”라고 불리며 많은 프로그램에 레귤러로 출연하고 있었다. 그러나 90년대 중반부터 미디어노출 기회가 줄어들면서, 잠깐 동안 불우의 시기를 보내게 된다. 주활동의 장을 무대로 옮겨, 이따금 라이브 활동으로 명맥을 이어갔다.

### 사마즈 개명
2000년 출연한 [신운난노기분와죠죠](TBS계)의 기획에서, 콤비명을 강제적으로 [사마즈]로 개명당한다(자세한 내용은 후술). 이것을 계기로 시청자들의 주목을 다시 받게 되고, 미무라의 독특한 어토 [~까요]로 대표되는 츳코미가 인정받으면서 다시 인기를 얻는다. 이것을 시작으로 서서히 그 활동의 폭을 넓히기 시작했다.
2000년 이후로는 안정적인 인기를 유지하였고, 오와라이붐에 있어서 골든타임부터 심야방송까지, 다방면에서 활약이 가능한 중견개그맨으로서 TV를 중심의 활동을 하고 있다. 물론, 연극이나 도서 발간에서도 큰 인기를 끌었다.
2003년, 제41회 [골든애로우상] 예능상을 받았다.
2007년 후지테레비와 NHK를 뺀 주요 종편에서 새레귤러프로그램을 맡을 정도로 그 활약이 정점에 달했다. 심야방송 레귤러가 많아서 업계관계자들로부터는 “심야의 제왕”이라는 말을 들을 정도였다.
2010년 오오타케가 제10회 M-1그랑프리 결승의 심사원을 맡았다. 최종결전에서 와라이메시에게 투표했고, 와라이메시가 우승했다.
2011년 닛케이엔터테인먼트!가 선정한 [좋아하는 게닌 랭킹]에서 2위를 했다. (1위는 산마)

## 개그 스타일
심야시간의 프로그램이 많은 것에서도 알 수 있듯이, 연예인으로서 사마즈의 스타일은 [헐렁하다]고 평가되는 경우가 많다. 두 사람은 이에 대해 [대충 하려는 게 아닌데 그렇게 보이는 것 뿐이다](미무라), [헐렁한 거는 나도 좋아하지 않는다](오오타케)라고 말했다.
네타는 둘이서 공동으로 만든다. 오오타케가 츳코미 문장을 생각하는 미무라와 같은 장소에서 전체 이야기를 적어내려간다. [오오타케 월드]라고도 칭해지는 특이한 보케와, 미무라의 [~까요]로 대표되는 호쾌한 츳코미가 특징적이다. 2년마다(2005년 이전에는 매년 했음) 개최되는 단독라이브의 티켓은 당일 매진될 정도로 인기와 평가가 모두 높다. 멤버는 자신들의 본분은 라이브무대라고 생각하고 있고, 많은 레귤러 프로그램을 하고 있는 2011년 현재에도 라이브를 중요시하고 있어 [관동의 콩트장인]으로 불리기까지 한다.
아카시야 산마는 [그 위치에서 지금도 라이브를 계속 하는 건 정말 대단하다. 다른 개그맨도 본받을만 하다]고 평했다. 또 산마노만마에 처음 출연했을 때, 산마 앞에서 [슬픈 다쟈레]를 말해 큰 웃음을 주었다.
폭소문제의 오오타 히카리는 바카루디는 [특이한 콩트의 개척자]로, 특이함을 내세우는 신인개그맨들의 원조는 바카루디라고 말했다. 폭소문제가 사무소에서 독립해 나와 일이 전혀 없었을 때 바카루디의 활약을 보면서 분기충천했다고 한다.
즉흥개그에서는 두 사람 다 시모네타를 선호한다. 때로는 직접적인 성적 농담도 한다. 오리콘이 조사한 [좋아하는 남성개그맨 랭킹](2008년)에서 종합 9위(아카시야 산마와 동률), 남성답변에서는 3위였다. 같은 조사에서 여성회답은 5위권 밖인데, 정보지 닛케이엔터테인먼트가 매년 실시하는 [좋아하는 개그맨, 싫어하는 개그맨]에서는 남녀의 지지율 차이는 별로 크지 않다. 또 같은 조사에서는 젊은 세대일수록 사마즈를 좋아하는 팬이 많은 경향이 있는데, 그 이유에 대해서 [출연 프로그램이 대부분 심야대에 있어서 시청자층이 그대로 지지층이 되는 결과를 반영한 듯하다]라는 분석을 했다.
만담 형식의 네타에서는, 등장하면서 정해진 인사가 있다. 이마의 땀을 닦으며 [여름이니까 사마~즈!]라고 하는 것이다(여름이 아닐 때는 [OO이지만 사마~즈!]라고 한다). 이 인사법을 처음 생각해준건 아리타 텟페이(후술한 개명대결에서)다. 그런데 대부분 오오타케는 이 동작을 하지 않고, 미무라가 그에 대해 [너도 하라고!]라는 츳코미를 한다. 보통 네타를 보여주는 방송에서 등장할 때의 BGM은 TUBE의 [SUMMER CITY]]다.
데뷔 초기에는 츳코미와 보케를 바꿔서 하는 네타를 하기도 했으나, 미무라가 보케를 하면서 스스로 재밌어 하는 웃는 얼굴이 평이 좋지 않아, 츳코미만 담당하는 것으로 바뀌었다. 원래 콩트 이외의 프리토크나 버라이어티프로그램에서도 보케(오오타케)와 츳코미(미무라)의 역할분담이 확실하게 되어 있던 콤비였다. 그러나 우치무라 프로듀스에 출연을 하게 된 이후, 이러한 프로그램에서는 두 사람이 다 보케를 하거나, 오히려 오오타케가 츳코미를 해나가는 경우도 많아졌다. 이에 대해서 미무라는 [이전에는 재미난 보케가 생각나더라도 오오타케의 역할이니까 일부러 피했는데, 우치P에서부터 더 이상 조심하지 않게 되었다.]
게스트로 출연한 구탄누보에서 정신과전문의인 나코시 야스후미는 [보케가 S이고, 츳코미가 M인 흔하지 않은 콤비입니다]라는 진단을 내렸다. 콩트 내에서도 억지를 부리는 오오타케의 보케 연발에 미무라가 대응할 수 없어 당황하는 데에서 웃음이 일어나는, 패턴이 주로 보인다.
고정프로그램이 많지만 사회역할은 자신없다는 생각이 있다. 특히 미무라는 자신의 진행능력은 자기분석 결과 [불가능]이라고 공언하며, 주변에서 인정하는 분위기다. (다만, Q사마!! 등 사회 역할을 해야 하는 프로그램에서는 어쩔 수 없이 미무라가 진행을 한다.) 그 때문일까, [사마즈에 3번째 멤버를 넣는다면 사회진행이 가능한 아나운서밖에 없다]라는 데 두 사람의 의견이 일치하고 있다. (3번째 멤버의 예로, Q사마!!에서 함께 진행을 하고 있는 아사히TV의 시미즈 슌스케 아나운서를 들고 있다.)

## 에피소드
- 두 사람이 같은 대기실을 쓴다. (사마즈사마즈 등 일부 방송 제외) 신칸센, 비행기 등으로 이동할 때도 바로 옆에 앉는다. 그래서 [콤비 사이가 좋다]는 이야기를 듣는다. 다만, 오오타케는 [옆에 모르는 아저씨가 앉는 것보다는 아는 아저씨가 앉는 게 나으니까]라고 변명한다.
- 싸운 적이 거의 없다. [다른 개그맨들과 전투 중인데, 콤비 둘이서 싸울 때가 아니다]라는 것이 그 이유.
- 함께 출연하는 연예인들로부터 [추억이 똑같아]라는 말을 자주 듣는다. 두 사람은 고등학교 동창생인데다가, 아르바이트도 같이 한 적이 많아 두 사람의 공통된 경험이 많기 때문이다. 동정을 버린 순간도 같았다고 한다.
- 90년대 중반 TV에 출연을 하고 있지 못하던 때, 미무라가 오오타케에게 [바카루디의 중심은 오오타케다. 더러운 일은 전부 내가 맡을 테니, 너는 원하는 만큼 네타를 만들어]라고 말했다고 한다.
  - 어디까지나 본업이 개그맨이라는 이유로, 개그와 관련 없는 일은 거의 거절했다. 그래서 소속사 내에서는 인기도 없는데 건방지다는 비난이 있었다고 한다.
  - 미무라와 당시 거의 손만 나오는 리포터를 하는 등, 개그와 조금은 상관없는 일을 하기도 하면서 콤비를 유지했다.
- 오오타케는 지상파 등 버라이어티 프로그램의 구성작가를 하기도 했다.
- 서로 많이 아끼는 콤비다. 미무라가 이로몽에 혼자서 출연했을 때 [나의 개그센스에 만족하지 말자고 생각했다. 바카루디에는 나보다 훨씬 웃기는 녀석(오오타케)이 뒤에 기다리고 있었다]라며 당시 이야기를 했다.
- 데가와 테츠로는 사마즈의 콤비사항을 상징적으로 나타내는 에피소드로서 위의 일화를 자주 말한다. 그런데 오오타케에 의하면 [(리포터 등의) 출연료는 전부 미무라만 가져갔고, 나는 어렵게 생활한터라 별로 도움이 되었다는 생각은 안 든다]고 한다.
- 출연하는 프로그램 거의 전부에 [사마즈(さまぁ〜ず)]라는 단어가 들어 있다. 이것은 방송편성표를 봤을 때 누가 나오는 프로그램인지 금방 알 수 있게 하기 위함이기도 하고, 사마즈를 싫어하는 사람은 보지 않게 만들기 위함이기도 한 오오타케의 전략이라고 한다. 이게 계속되면 팬층은 점점 탄탄해지고, 더 이상 늘어나지도 줄어들지도 않을 것이라고 두 사람은 이야기한다.
- 이쥬인 히카리는 [오오이시케이조(혼자마카와 함께 진행하던 프로그램)]가 시청률이 나오지 않자 갑자기 끝나버린 것이 바카루디가 불우한 몇 년을 보내게 된 원인이라고 지적한 적이 있다. 두 사람은 그때의 본인들을 [완전 지루했다]라고 평가한다.
- 1996년 경 나인티나인올나이트니폰의 방송중 미무라의 츳코미가 몇 번이나 언급되었다. [오카무라 다카시]는 당시부터 미무라를 [관동 제1의 츳코미]라고 부르며, 어디를 가나 미무라의 흉내를 냈다. 그러나 미무라의 인지도가 아직 높지 않았던 때라 대부분 편집당했다고 한다. 이후에 메차메차이케테루의 코너 [와라와즈키라이왕 결정전]에서도 1회부터 출연했다. 이것이 나중에 사마즈가 다시 각광을 받게 되는 밑밥이 되었고, 당사자들도 여러번 [(다시 인기를 얻은 데에는)나인티나인의 덕택]이라는 말을 했다.
- 두 사람 다 학생 때부터 비트 다케시를 동경했다.
- 도코로 죠지는, 두 사람이 아직 인기를 얻기 전인 바카루디 시절부터 [나는 재밌다고 생각한다. 내가 재미있다고 뜨는 것은 아니겠지만]이라며 콩트에 대한 호평을 보냈다.
- 시모네나 직접적인 성적 농담을 그만두지 않고, 이제는 [에로개그]의 영역까지 올라간 두 사람이지만, 모야모야사마즈의 어시스턴트인 [오오에 마리코] 아나운서는 [사마즈 두 분은 평소에는 정말 신사적이세요. 그래서 성적농담을 들어도 별로 기분이 나쁘다는 생각이 들지 않아요]라고 말했다.
- 소속사의 후배 유카에게는 친오빠 같은 존재이다. 사마즈가 신도모토쿄다이에 출연했을 때 VTR코멘트에서, [[사마즈 두 분은 정말 멋져요. 외모 이야기가 아니라, 넵츈 나구라 선배나 츠부야키 시로 선배 같이, 자신들도 인기가 없을 때부터 후배를 보살펴주는 모습이 너무나 멋있다고 생각했어요][호리프로에 들어온지 얼마 안되는 여자 연예인들은, 전부 한번쯤은 사마즈에게 반한답니다] 등의 발언을 했다. A-Studio에 출연했을 때에는, [오오타케의 결혼에 질투해버렸다][일하다가 바닥까지 우울해졌을 때 방에 틀어박혀 있으면 부모님보다도 먼저 미무라 선배가 전화를 준다]라는 에피소드를 피로했다.
- 데가와 테츠로 넵츈 캬인 요이코 TIM 등과 함께 운난패밀리라고 불린다.
- 사마즈 관련 DVD가 2011년에만 30개 넘게 발매되었다. 두 사람은 출연프로그램의 DVD화에 대해서 [어느새 이렇게까지 늘어났다](오오타케) [미리부터 DVD로 발매한다며 시작하는 프로그램은 싫다. 프로그램 평가가 좋아서 DVD로까지 연결해달라고 요청합니다](미무라) [DVD에 어울리지 않는 건 내지 말아달라고 할 정도가 되지 않으면 안되겠어요](오오타케) 라고 했다.
- 야마다전기라는 일본가전기업의 CM송은 사마즈로부터 유래되었다. CM의 촬영시 흥얼거린 멜로디를 그 자리에서 채용, 굉장히 유명한 한소절이 되었다. 현재는 야마다~ 전기~ 이후에 음계를 더 붙여 최초 사마즈가 흥얼거린 멜로디보다 훨씬 긴 음악이되었다.

## 개명 에피소드
TBS의 버라이어티 신운난노기분와죠죠에서, 카이자리스이교[海砂利水魚（現 크림시츄)]와의 끈질긴 인연으로 몇 번의 대결기획이 펼쳐졌다. 처음에는 연예계 은퇴를 놓고 벌인 승부였다. 3회째 대결이 된 2000년 10월 20일의 방송분에서 육상경기대결을 했는데, 진 팀이 벌칙으로 콤비명을 굴욕적인 이름으로 바꾸자는 것으로 바뀌었다. 진 팀은 바카루디, 이후 6개월간(나중에 다시 6개월 연장) [사마즈]로 활동하게 되었다.
[사마즈(さまぁ〜ず)]라는 이름은 아리타 텟페이가 제안한 이름이다. (길게 발음하는 부분은 우치무라가 첨언했다.) 유래는, 미무라와 오오타케가 좋아하는 계절이 여름이라는 단순한 이유다. 임팩트가 없이 히라가나에 ~ 표시까지 덧붙여졌다. 둘 다 [바카루디]라는 이름에 애착이 강해, 개명결정 직후부터 당연하겠지만 강력한 반발을 보였다. 그러나 소속사의 대응은 자연스럽게 이루어졌고, 사무소 내외의 자료나 공식문서에도 금방 [사마즈]로 표기하기 시작했다.
당초 개명은 한정된 기간 내에만 해당되는 벌칙이었다. 그런데 개명을 하고 나서부터 조금씩 인기가 높아지면서 [사마즈]라는 이름이 시청자들에게 정착되기 시작했다. 콤비명을 다시 돌릴 이유가 없어진 것이었다. 그때부터 비치발리볼 대결(2001년 9월 28일 방송)에서는 아리타 텟페이가 또 다시 제안하길, 사마즈가 대결에서 지며 두 사람의 예명을 바꾸라면서 [비치 미무라]와 [오오타케 수박깨기]라는 이름을 만들어냈다. 그러나 결과는 카이자리스이교가 패배했고, 이 이름은 전설로만 남았다. (오히려 카이자리스이교가 콤비명을 [크림시츄]로 개명했다.) 이후 콤비명은 완전히 [사마즈]로 정해져, 현재에 이른다.
그러나 개그맨의 간판이라고도 할 수 있는 콤비명을 간단하게 바꿔버렸다는 생각에 미안했던 우치무라는, 그 책임을 지기 위해 두 콤비(특히 사마즈)를 자신의 레귤러 프로그램이 적극적으로 기용하기 시작했다. 이것이 불우한 시기를 보내고 있던 두 콤비에게 세상이 관심을 가질 여지를 제공한 셈이 되었고, 나중에 큰 인기를 끄는 중견개그맨으로 성장하는 데 큰 도움이 되었다.
여담이지만, 메차이케의 와라와즈키라이왕 결정전의 단골로 매번 출연했는데(2회째 출연부터 [사마즈]로 소개된다.), 메차이케대백과사전이 출간될 때, 콤비명을 어떻게 적어야 할지에 대한 논쟁이 생겼다. 그런데 미무라가 듣고는 한 마디로 [자, 바카루디로 해주세요]라고 하는 바람에, 책에는 [바카루디]로 실려 있다. (개명에 관해서는 전혀 언급되어 있지 않다.)

## 출연작품

### 현재 출연작품

#### TV
월요일
- 퀴즈프레젠테이션 버라이어티 Q사마!!（2006년10월23일 ~ 、テレビ朝日） 20시00분~20시54분
- SUMMER'〜S fun 411（아메리카UTB） 21시00분~21시30분 (미국에서만 방송됨. 방송일시와 시간은 현지 기준)
- 우치무라사마즈（2009년4월2일~、東京MXTV）23시30분~24시00분

화요일
- 모리타 카즈키 아워 와랏테이이토모!（2004년4월8일~、フジテレビ） 12시00분~12시58분
- 링컨 （2005년10월18일~、TBS） 22시00분~22시54분
- 키카나이토 （2011년7월5일~、フジテレビ） 23시00분~23시30분
- 설마 하는 진짜 버라이어티 이카사마 타코사마（2011년10월11일~、 TBS） 23시50분~24분20분

수요일
- 도쿄도 사마ZOO（2011년4월10일~、テレビ東京） 25시20분~25시50분

토요일
- 사마즈×사마즈（2009년10월3일~、テレビ朝日） 25시25분~25시55분

일요일
- 와랏테이이토모! 증간호（2004년4월11일~、フジテレビ） 10시00분~11시45분
- 모야모야사마즈2（2010년4월11일~、テレビ東京） 19시00분~19시54분

#### 인터넷 방송
- 우치무라사마즈（E!TV内さま.com）
- 투루루사마즈（휴대전화방송국-Bee TV）

#### 특별 프로그램
- 우치무라 프로듀스, 미들3, 드림매치 등

### 과거 출연작품
「바카루디」시절 포함

#### TV
레귤러 프로그램
- 많음

단발, 스페셜
- 많음

#### 라디오
- 치하루와 바카루디의 슈퍼갱（TBSラジオ）
- 치하루와 바카루디의 펑크 인 뮤직 21（TBSラジオ）
- 치하루와 바카루디의 라지오자우루스（TBSラジオ）
- 木曜JUNK 사마즈의 갸쿠니 아레다로?（TBSラジオ）

### 광고
- 야마다전기, SHARP, 기라기라파라다이스(산요 파칭코), 오오츠카제약 등

### 영화
- 피넛츠 （2006년、우치무라 테루요시감독）
- 카즈라 （2010년1월、츠카모토 렌페이감독）미무라는 모리야마 역、오오타케는 오오와다 역

### 연극
- 한분도쿄 （2007년11월16일~18일）
- 자녀참관일 （2008년11월26일~30일）
- 엘더솔져스 （2009년11월26일~12월1일）